# Erik Strandell
Erik Axel Strandell, född 29 maj 1918 i Shanghai i Kina, död 22 oktober 1977 i Vaksala, Uppsala, var en  svensk skådespelare. 

## Biografi
Strandell var engagerad vid Dramatiska teatern i Stockholm och vid stadsteatrarna i Norrköping, Helsingborg och Göteborg. Till Uppsala-Gävle stadsteater kom han 1964 och var där fram till sin död. Han är gravsatt i minneslunden på Berthåga kyrkogård.

## Filmografi (urval)
- 1942 – Gula kliniken
- 1945 – Svarta rosor
- 1947 – Kvarterets olycksfågel
- 1948 – Intill helvetets portar
- 1949 – Människors rike
- 1950 – Ung och kär
- 1952 – Janne Vängman i farten
- 1957 – Lille Fridolf blir morfar
- 1958 – Damen i svart
- 1958 – Mannekäng i rött
- 1958 – Musik ombord
- 1959 – Ryttare i blått
- 1962 – Chans
- 1971 – Niklas och Figuren
- 1974 – De tre från Haparanda (TV-serie)
- 1975 – Pojken med guldbyxorna (TV-serie)

## Teater

### Roller (ej komplett)
| År   | Roll                                   | Produktion                                                          | Regi                        | Teater                           |
| ---- | -------------------------------------- | ------------------------------------------------------------------- | --------------------------- | -------------------------------- |
| 1945 | Man 1 i överrock                       | Av hjärtans lust Karl Ragnar Gierow                                 | Rune Carlsten               | Dramaten                         |
| 1949 | Den Gamle i Tornet Skomakaren Den vise | Lycko-Pers resa August Strindberg                                   | Göran Gentele               | Dramaten                         |
| 1949 | John Houghton                          | En dag av tusen Maxwell Anderson                                    | Olof Molander               | Dramaten                         |
| 1950 | En poliskonstapel                      | Tokiga grevinnan Jean Giraudoux                                     | Olof Molander               | Dramaten                         |
| 1950 | Lejonhuvud                             | Erik XIV August Strindberg                                          | Alf Sjöberg                 | Dramaten                         |
| 1951 | Bonden med kärran Andre hovrättsrådet  | Amorina Carl Jonas Love Almqvist                                    | Alf Sjöberg                 | Dramaten                         |
| 1951 | Schlüter, fångvaktare                  | Diamanten Friedrich Hebbel                                          | Rune Carlsten               | Dramaten                         |
| 1951 | Polisen                                | Simon trollkarlen Tore Zetterholm                                   | Arne Ragneborn              | Dramaten                         |
| 1952 | Gilbert Frobisher                      | Jane W. Somerset Maugham                                            | Keve Hjelm                  | Norrköping-Linköping stadsteater |
| 1952 | David King                             | Fångarnas natt Christopher Fry                                      | Johan Falck                 | Norrköping-Linköping stadsteater |
| 1952 | Parchester                             | Lorden från gränden L Arthur Rose och Noel Gay                      | Nils Poppe                  | Norrköping-Linköping stadsteater |
| 1953 | Aslak von Eberkopf                     | Peer Gynt Henrik Ibsen                                              | Johan Falck                 | Norrköping-Linköping stadsteater |
| 1953 | Barmästaren                            | Ljuva ungdomstid Eugene O’Neill                                     | Rune Carlsten               | Norrköping-Linköping stadsteater |
| 1953 |                                        | Skattkammarön Robert Louis Stevenson                                | Sture Ericson               | Norrköping-Linköping stadsteater |
| 1953 | Matthias                               | Tolvskillingsoperan Bertolt Brecht och Kurt Weill                   | John Zacharias              | Norrköping-Linköping stadsteater |
| 1953 | Bell                                   | Den ljuva timmen Anna Bonacci                                       | Olof Thunberg               | Norrköping-Linköping stadsteater |
| 1953 | Grosshandlare Werle                    | Vildanden Henrik Ibsen                                              | Ingrid Luterkort            | Norrköping-Linköping stadsteater |
| 1953 | Jules                                  | Trasiga änglar Albert Husson                                        | Olof Thunberg               | Norrköping-Linköping stadsteater |
| 1954 | Matros Turner                          | Måsar över Sorrento Hugh Hastings                                   | John Zacharias              | Norrköping-Linköping stadsteater |
| 1954 | Kommerserådet                          | Sagan Hjalmar Bergman                                               | Olof Thunberg               | Norrköping-Linköping stadsteater |
| 1954 | Storknutte                             | Litet bo Herbert Grevenius                                          | John Zacharias              | Norrköping-Linköping stadsteater |
| 1954 | Överste Purdy                          | Thehuset Augustimånen John Patrick                                  | Olof Thunberg               | Norrköping-Linköping stadsteater |
| 1955 | Foulard, teaterdirektör                | Lilla Helgonet Henri Meilhac, Albert Millaud och Florimond Hervé    | Olof Thunberg               | Norrköping-Linköping stadsteater |
| 1955 | Charles Webb                           | Vår lilla stad Thornton Wilder                                      | Ingrid Luterkort            | Norrköping-Linköping stadsteater |
| 1955 | Gremio                                 | Så tuktas en argbigga William Shakespeare                           | John Zacharias              | Norrköping-Linköping stadsteater |
| 1955 | Simjonov-Pistjtjik                     | Körsbärsträdgården Anton Tjechov                                    | John Zacharias              | Norrköping-Linköping stadsteater |
| 1955 | Lawrence                               | Blåjackor Lajos Lajtai och Lauri Wylie                              | John Zacharias              | Norrköping-Linköping stadsteater |
| 1956 | Lindkvist                              | Påsk August Strindberg                                              | Ingrid Luterkort            | Norrköping-Linköping stadsteater |
| 1956 | Lewis Murray                           | Älskling, jag ger mig! Mark Reed                                    | John Zacharias              | Norrköping-Linköping stadsteater |
| 1956 | Doktor Josef Lundblom, konstkritiker   | Melodi på lergök Lars-Levi Læstadius                                | John Zacharias              | Norrköping-Linköping stadsteater |
| 1956 | Hermann van Daan                       | Anne Franks dagbok Frances Goodrich och Albert Hackett              | John Zacharias              | Norrköping-Linköping stadsteater |
| 1957 | Måns Nilsson i Aspeboda                | Gustav Vasa August Strindberg                                       | John Zacharias              | Norrköping-Linköping stadsteater |
| 1957 | Cartalo                                | Vägen till Rom Robert E. Sherwood                                   | Kurt-Olof Sundström         | Norrköping-Linköping stadsteater |
| 1957 | John Graham Whitfield                  | Natten till den 17 januari Ayn Rand                                 | John Zacharias              | Norrköping-Linköping stadsteater |
| 1957 | Fabian Rassender, verkmästare          | Fabian öppnar portarna Walentin Chorell                             | John Zacharias              | Norrköping-Linköping stadsteater |
| 1957 | Pickering                              | Pygmalion George Bernard Shaw                                       | John Zacharias              | Norrköping-Linköping stadsteater |
| 1957 | Philipp Chavez                         | Simones drömmar Bertolt Brecht och Hanns Eisler                     | Kurt-Olof Sundström         | Norrköping-Linköping stadsteater |
| 1957 | Statsministern i Aten                  | Lysistrate Aristofanes                                              | Olof Thunberg               | Norrköping-Linköping stadsteater |
| 1958 | Thoms Cecial                           | Don Quijote – Riddaren av den sorgliga skepnaden Wulf Leisner       | Lars-Erik Liedholm          | Norrköping-Linköping stadsteater |
| 1958 | Valentin                               | Bröllopet på Seine Marcel Achard                                    | John Zacharias              | Norrköping-Linköping stadsteater |
| 1958 | Hertigen av York                       | Richard II William Shakespeare                                      | Olof Widgren John Zacharias | Norrköping-Linköping stadsteater |
| 1958 | Advokat Galuchon                       | Clérambard Marcel Aymé                                              | Gösta Folke                 | Norrköping-Linköping stadsteater |
| 1959 | Mr Spittigue                           | Här dansar Charley’s tant George Abbot och Frank Loesser            | Lars-Erik Liedholm          | Norrköping-Linköping stadsteater |
| 1960 |                                        | Den ena för den andra Gustav III                                    | Lars Engström               | Göteborgs stadsteater            |
| 1962 | Lazar Wolf                             | Tevye och hans döttrar (Tevye and his Daughters) Arnold Perl        | Per Sjöstrand               | Helsingborgs stadsteater         |
| 1962 | Hucklebee                              | Fantasticks Harvey Schmidt och Tom Jones                            | Per Sjöstrand               | Helsingborgs stadsteater         |
| 1962 | Jack (Jacko) Palmer                    | Värmebölja (Hot Summer Night) Ted Willis                            | Lars-Erik Liedholm          | Helsingborgs stadsteater         |
| 1963 | Prosten                                | Brand Henrik Ibsen                                                  | Lars-Erik Liedholm          | Helsingborgs stadsteater         |
| 1963 | Menelaus                               | Hermione och kärleken (Hermione) Hans Koning                        | Per Sjöstrand               | Helsingborgs stadsteater         |
| 1963 | Dr Bradman                             | Min fru går igen (Blithe Spirit) Noël Coward                        | Lars-Erik Liedholm          | Helsingborgs stadsteater         |
| 1963 | Kreon                                  | Antigone Jean Anouilh                                               | Lars-Erik Liedholm          | Helsingborgs stadsteater         |
| 1964 | Vinicius Arruda                        | Ostron och politik Guilherme Figueiredo                             | Per Sjöstrand               | Helsingborgs stadsteater         |
| 1964 | Willem                                 | Processen (Der Prozess) Franz Kafka                                 | Lars-Erik Liedholm          | Helsingborgs stadsteater         |
| 1964 | Markus Donald                          | Två herrar till frukost (Zum Frühstück zwei Männer) Karl Wittlinger | Bo G. Forsberg              | Helsingborgs stadsteater         |
| 1967 |                                        | Tango Sławomir Mrożek                                               | Ulf Fredriksson             | Uppsala-Gävle Stadsteater        |
| 1975 |                                        | Prästkappan Sven Delblanc                                           | Ulf Fredriksson             | Uppsala-Gävle Stadsteater        |
| 1976 |                                        | Kärlekens komedi Lars Engström                                      | Lars Wikfeldt               | Uppsala-Gävle Stadsteater        |

## Radioteater

### Roller
| År   | Roll  | Produktion        | Regi          |
| ---- | ----- | ----------------- | ------------- |
| 1946 | Roger | Teater Guy Bolton | Rune Carlsten |

## Bilder

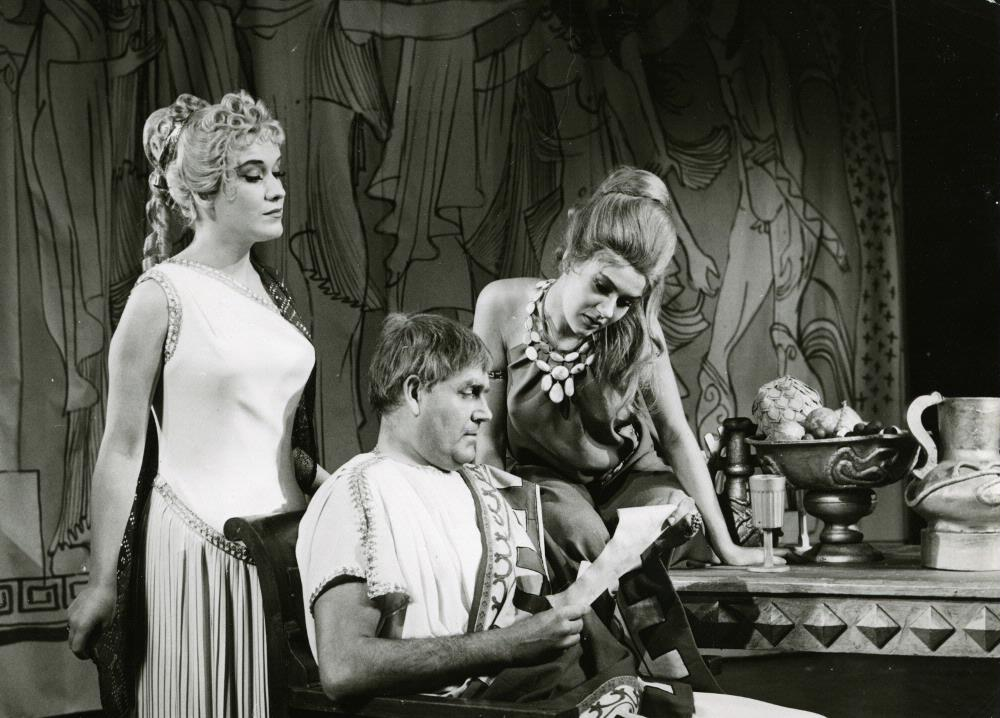
Rut Hoffsten, Erik Strandell och Lena Ewert i Hermione och kärleken på Helsingborgs stadsteater 1963.
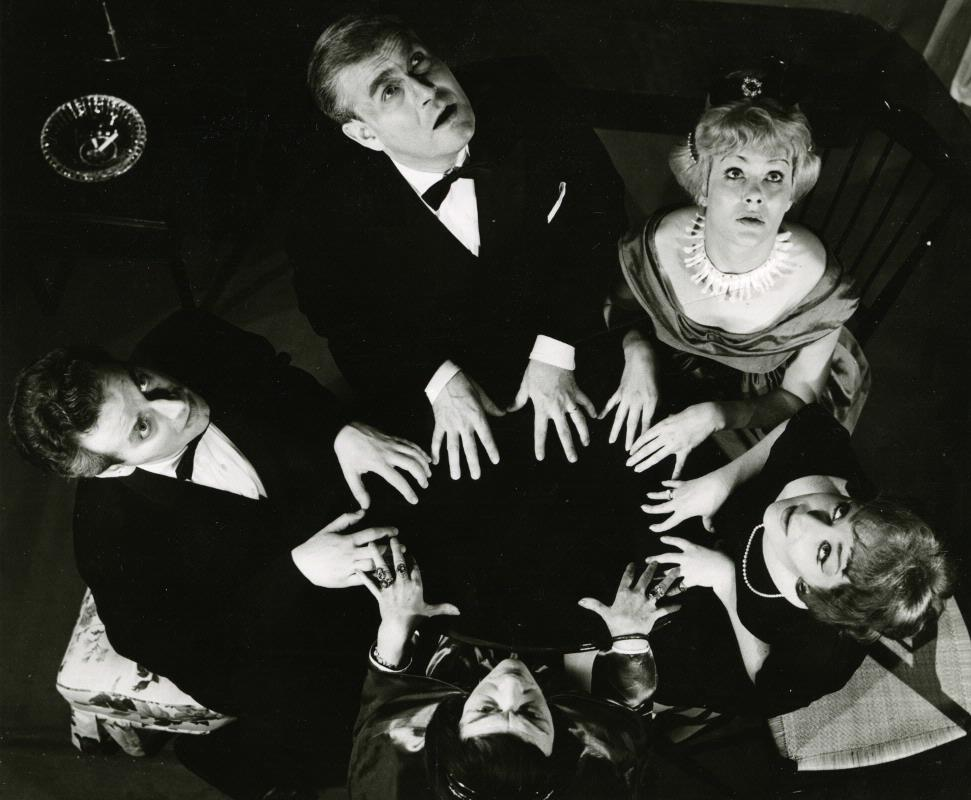
Ulf Qvarsebo, Erik Strandell (överst), Lena Ewert, Gerd Hegnell och Dagny Stenius i Min fru går igen på Helsingborgs stadsteater 1963.